# Coryphantha pseudoechinus
Coryphantha pseudoechinus ist eine Pflanzenart in der Gattung Coryphantha aus der Familie der Kakteengewächse (Cactaceae). Das Artepitheton pseudoechinus leitet sich von den griechischen Worten pseudeo für ‚falsch‘ sowie echinus für ‚Igel‘ oder ‚Seeigel‘ ab und verweist auf die Ähnlichkeit mit Coryphantha echinus.

## Beschreibung
Coryphantha pseudoechinus wächst anfangs einzeln, verzweigt später reichlich und bildet niedrige Gruppen. Die eiförmigen, gräulich grünen bis grasgrünen Triebe werden im Alter graugrün. Sie erreichen bei Durchmessern von 4 bis 6 Zentimeter Wuchshöhen von 7 bis 12 Zentimeter. Die bis zu 12 Millimeter langen konischen Warzen sind stark aufsteigend. Nektardrüsen sind gelegentlich vorhanden. Die ein bis drei auffälligen, manchmal nicht ganz zentral angeordneten Mitteldornen sind braun oder schwarz. Sie sind aufsteigend, sehr starr und 1,3 bis 2 Zentimeter lang. Die 18 bis 25 grauen bis weißen bis rötlich braunen, gelegentlich schwarz gespitzten Randdornen sind gerade und weisen Längen von 0,8 bis 1,5 Zentimeter auf.
Die hellrosafarbenen bis magentafarbenen Blüten sind 2 bis 2,2 Zentimeter lang und erreichen Durchmesser von 2 bis 3,5 Zentimeter. Die hell gelblich grünen bis bronzefarbenen bis etwas rosafarbenen Früchte weisen Längen von bis zu 2,3 Zentimeter auf.

## Verbreitung, Systematik und Gefährdung
Coryphantha pseudoechinus ist im mexikanischen Bundesstaat Coahuila verbreitet.
Die Erstbeschreibung durch Friedrich Bödeker wurde 1929 veröffentlicht.
Es werden folgende Unterarten unterschieden:
- Coryphantha pseudoechinus subsp. pseudoechinus
- Coryphantha pseudoechinus subsp. laui (L.Bremer) Dicht & A.Lüthy

In der Roten Liste gefährdeter Arten der IUCN wird die Art als „Least Concern (LC)“, d. h. als nicht gefährdet geführt. Die Unterart wurde nicht separat erfasst.

## Nachweise